# جامعة أوروبا الوسطى
جامعة أوروبا الوسطى (بالإنجليزية: Central European University) هي جامعة دراسات عليا أمريكية متخصصة في البحث العلمي مقرها في بودابست بالمجر ومعتمدة في الولايات المتحدة. تٌقدم الجامعة شهادات في العلوم الاجتماعية، الإنسانيات، و السياسات العامة. لديها أكثر 1500 من طالب من 100 بلد و 300 عضو في هيئة التدريس من 30 دولة. تأسست الجامعة عام 1991 على يد فاعل الخير جورج سوروس الذي قدم هبات لوقف الجماعة بلغت 880 مليون دولار أميركي، وهو ما جعلها من أكثر الجامعات الأوروبية ثراءً. للجامعة شبكتا بحث مهمتان هما شبكة السياسات العامة وشبكة البحث الاقتصادي وتتكون من أربع عشر قسم أكاديمي وسبعة عشر مركز بحثي.